# Bermudas en los Juegos Paralímpicos de Sídney 2000
Bermudas estuvo representada en los Juegos Paralímpicos de Sídney 2000 por dos deportistas, un hombre y una mujer. El equipo paralímpico bermudeño no obtuvo ninguna medalla en estos Juegos.